# Nave geracional
Uma nave geracional é uma espaçonave hipotética que atravessa grandes distâncias entre as estrelas em velocidades muito inferiores à velocidade da luz (ver viagem interestelar e Viagem Intergaláctica). Dado que tal veículo pode levar de séculos a dezenas de milhares de anos para alcançar mesmo as estrelas mais próximas, seus ocupantes originais, dependendo da duração da vida dos tripulantes e de efeitos relativísticos, poderão morrer durante a viagem, deixando que seus descendentes a concluam. Esse conceito, é um bom exemplo de como a ciência e a ficção científica influenciam um ao outro. Muitos cientistas e engenheiros espaciais que contribuíram para o conceito de nave geracional também eram escritores de ficção científica. Talvez, a descrição mais antiga de uma nave geracional é do ensaio de 1929 "The World, The Flesh, & The Devil" por J. D. Bernal.

## Diversidade genética
Avalia-se que, a fim de garantir diversidade genética durante uma viagem de centenas de anos de duração, uma nave geracional necessitaria de pelo menos 500 habitantes. Bancos de esperma ou bancos de óvulos podem reduzir drasticamente o número necessário. Em acréscimo, a nave teria de ser totalmente auto-suficiente (ver Biosfera e suporte vital), provendo comida, ar e água para todos a bordo. Também teria de ter sistemas extraordinariamente confiáveis que pudessem ser mantidos pelos habitantes da nave através de longos períodos de tempo.
Tem sido sugerido que os seres humanos deveriam criar grandes habitats espaciais auto-suficientes antes de enviar naves geracionais para as estrelas. Cada habitat espacial seria isolado do restante da humanidade por um século, mas permaneceria suficientemente perto da Terra para um caso de emergência. Isto permitiria testar a viabilidade da sobrevivência independente de milhares de humanos antes de mandá-los para um ponto além de qualquer esperança de socorro.

## Naves geracionais na ficção
Naves geracionais são encontradas com frequência em histórias de ficção científica. A invenção é creditada a J. D. Bernal em seu romance de 1929, The World, The Flesh, & The Devil (O Mundo, a Carne e o Demônio). Um tema comum da ficção científica é o de que os habitantes de uma nave geracional acabam esquecendo que estão numa astronave e passam a acreditar que esta é todo o universo.
Abaixo, alguns exemplos de naves geracionais fictícias.

### Literatura
- "All Judgment Fled" e "The Watch Below", contos de James White
- Book of the Long Sun, série em quarto volumes de Gene Wolfe
- Colony, romance de Rob Grant
- Learning the World, romance de Ken Macleod.
- Mayflower II, noveleta de Stephen Baxter
- Non-Stop, romance de Brian Aldiss
- Orphans of the Sky, noveleta de Robert A. Heinlein
- Encontro com Rama, série de livros de Arthur C. Clarke e Gentry Lee.
- Taklamakan, conto de Bruce Sterling onde chineses simulam naves geracionais em habitats numa caverna sob o deserto de Taklamakan.
- The Ballad of Beta-2, noveleta de Samuel R. Delany
- The Dark Beyond the Stars, romance de Frank M. Robinson
- The Exiles Trilogy, série de Ben Bova
- The Naked God, romance de Peter F. Hamilton.
- Geração galática, romance de E.C. Tubb.
- Aurora, romance de Kim Stanley Robson

### Televisão
- A série de TV Firefly, cuja ação transcorre numa série de sistemas planetários colonizados por naves geracionais.
- A série de vídeo games Marathon, que tomam por base uma nave geracional interestelar denominada "Marathon" (originalmente, a lua marciana, Deimos).
- Episódio da série original de "Star Trek", "For the World Is Hollow and I Have Touched the Sky".
- Episódio de "Star Trek: Voyager", "The Disease".
- Megazone 23 (OVA)
- "Nave Multi-Geracional Kelvin" da galáxia Andrômeda, no episódio "By Any Other Name" na série original de "Star Trek".
- O vídeo game "Phantasy Star III" para Sega Genesis, que se passa a bordo de uma nave geracional (embora isso só seja revelado numa fase posterior do jogo).
- The Starlost, série de TV de curta duração do início dos anos 1970, por Harlan Ellison.
- Ascension, minissérie escrita por Philip Levens e exibida pelo canal SyFy.